# HT-29
HT-29是廣泛應用於生物學和癌症研究的人類結腸癌細胞系，最初於1964年從一名44歲的白人女性患者分離出來的。

## 特徵

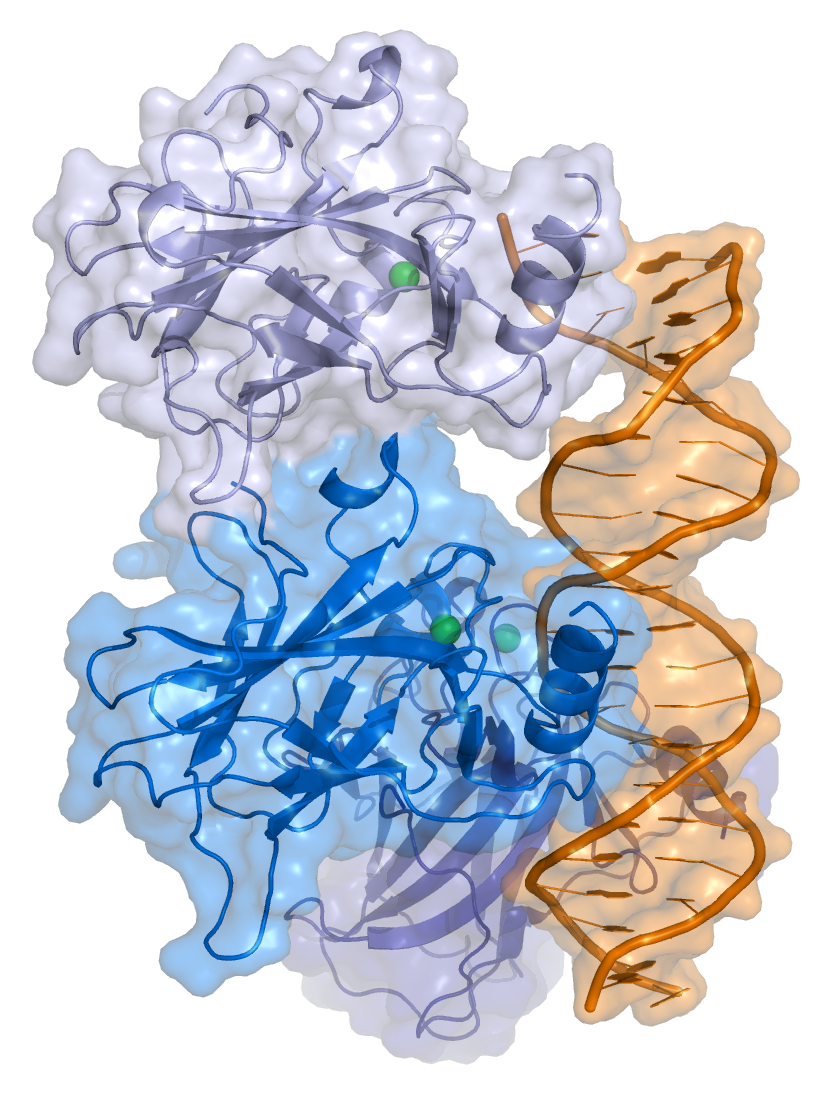
細胞中過度表達的p53基因

HT-29細胞形成緊密的單層膜，同時表現出與小腸上皮細胞的相似性。HT-29細胞過度表達p53基因，但p53基因在273位擁有突變，導致組氨酸取代了精氨酸的位置。HT-29會在含有蘇拉明的培養基中快速增殖，並且具有相應的c-myc癌基因高度表達。c-myc基因若然被解除管制（deregulated），則可能與HT-29細胞的生長因子需求有關。

## 科研用途
在臨床前研究中，已經研究了HT-29細胞在體外分化及模擬真實結腸組織的能力。這特性使HT-29細胞可應用於上皮細胞研究，還可以在體內進行測試。HT-29細胞在細胞培養物中以半乳糖替代葡萄糖的位置，並且添加丁酸酯或酸來進行終末分化，分化為腸上皮細胞，從而可以研究其細胞分化途徑及其對周圍環境的依賴性。對HT-29細胞的研究表明，歸因於毛喉素、秋水仙素、諾考達唑和紫杉醇誘導的分化，半乳糖介導的細胞分化會增強黏著小帶。

### 培養
儘管HT-29細胞可以在缺乏生長因子的細胞培養基中增殖，但其倍增時間約為4天，而在培養基中添加胎牛血清，可以將HT-29細胞的倍增時間減少至1天。HT-29細胞具有很高的葡萄糖消耗，並且在含有25 mM葡萄糖和10%血清的標準培養基中並未出現細胞分化。

## 外部連結
- Cellosaurus entry for HT-29（页面存档备份，存于）